# San Marino (San Marino)
San Marino (emilián–romanyol nyelven San Marèin sitê) a San Marino Köztársaság fővárosa az Appennini-félszigeten, közel az Adriai-tengerhez. Lakossága 2018-ban 4040 fő, ezzel az ország harmadik legnépesebb városa, Serravalle és Borgo Maggiore után.

## Látnivalók
A városból lélegzetelállító kilátás nyílik a környékre, de ezenkívül számos látványosság található itt. A városfal által körülölelt középkori óvárosban több száz éves épületek állnak.
- A kormányzati palota (Palazzo dei Capitani)
- A városháza (Palazzo Pubblico)
- San Marino bazilika (itt vannak Marino, a köztársaság megalapítójának csontjai)

A kormányzati palota előtt naponta nyilvános őrségváltás zajlik. További érdekesség még a félévente (április elsején, és október elsején) megrendezett régenskapitányok váltása.

## Képek

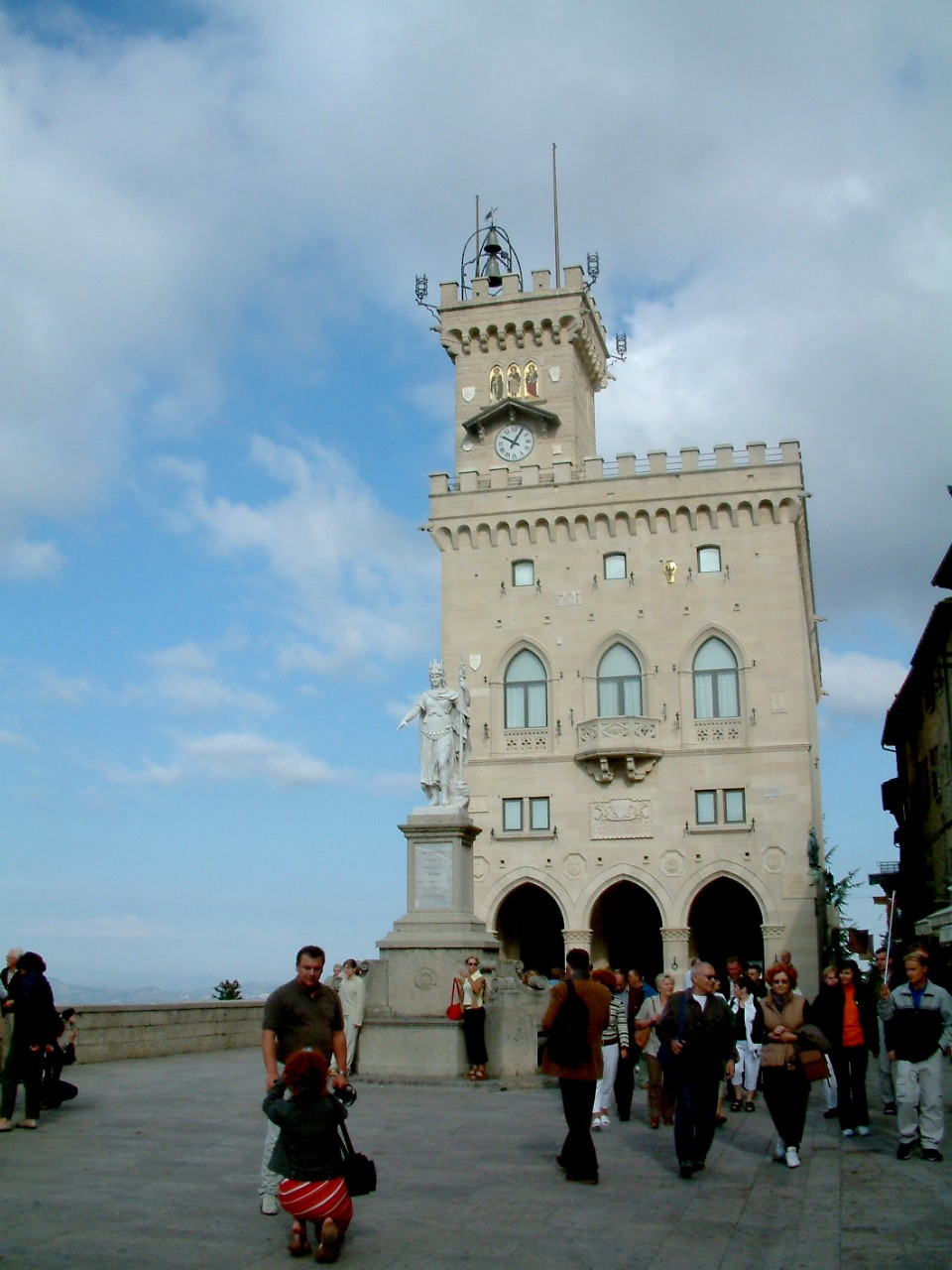
A Palazzo Pubblico, a városháza
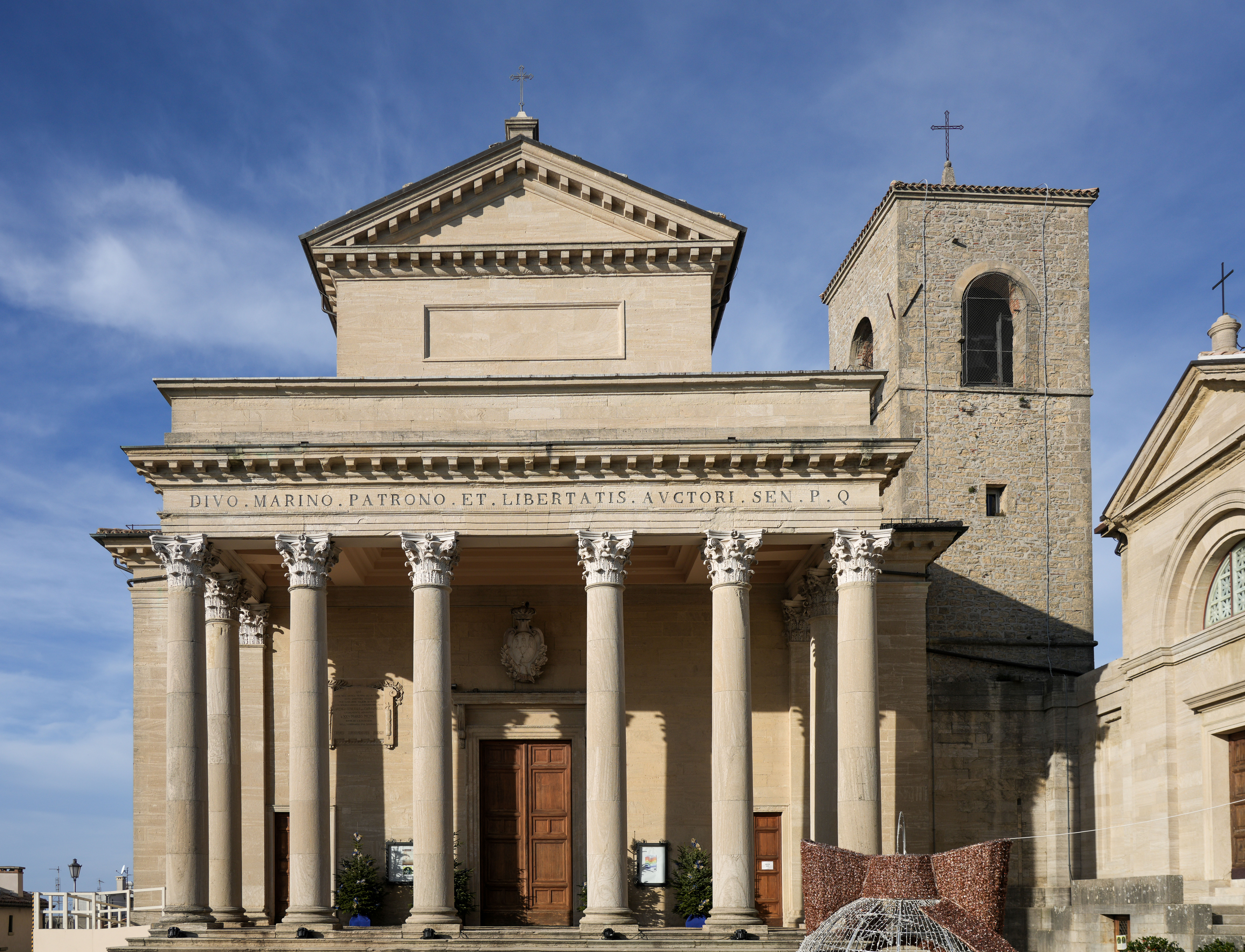
San Marino bazilika
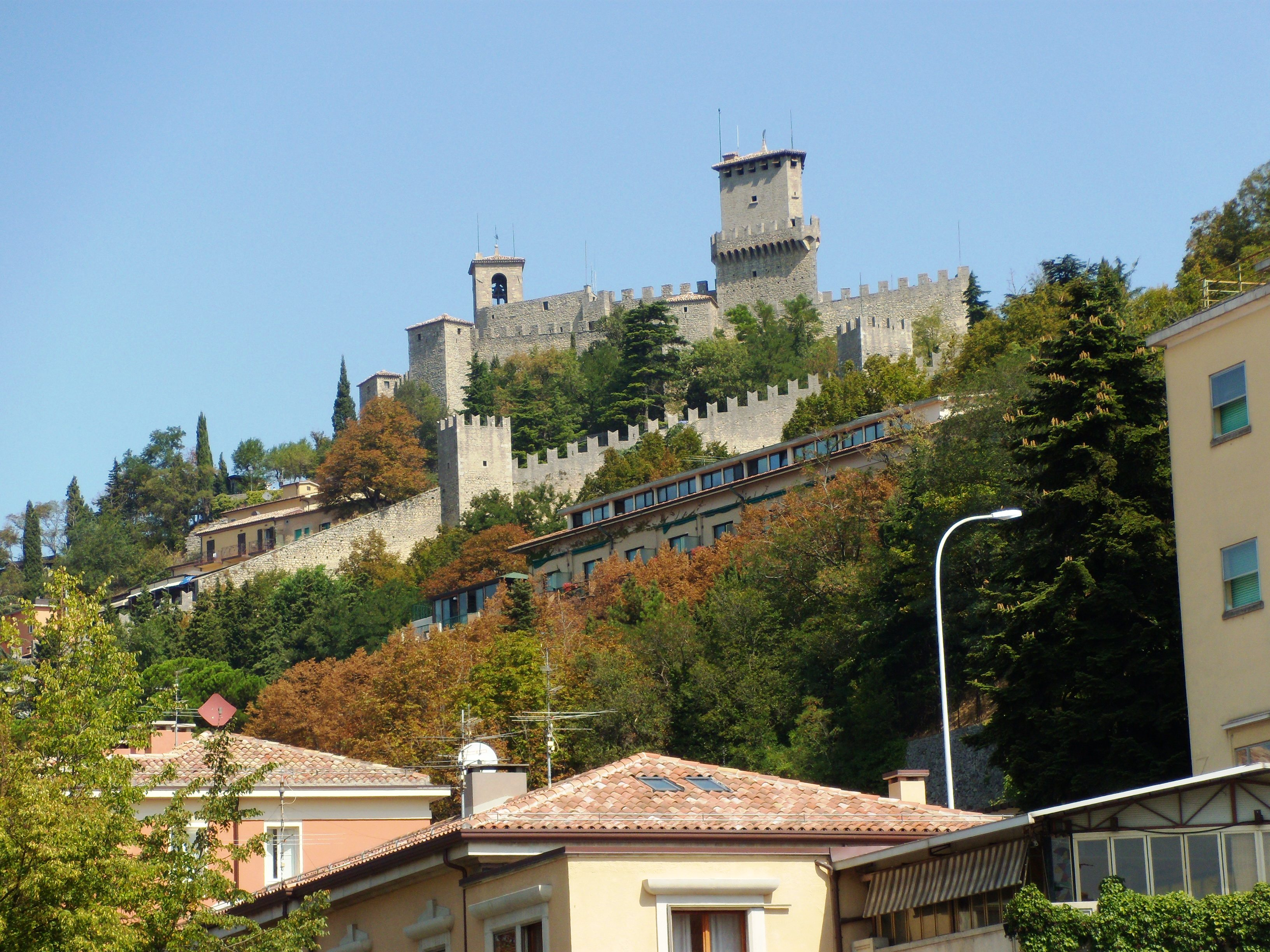
A vár
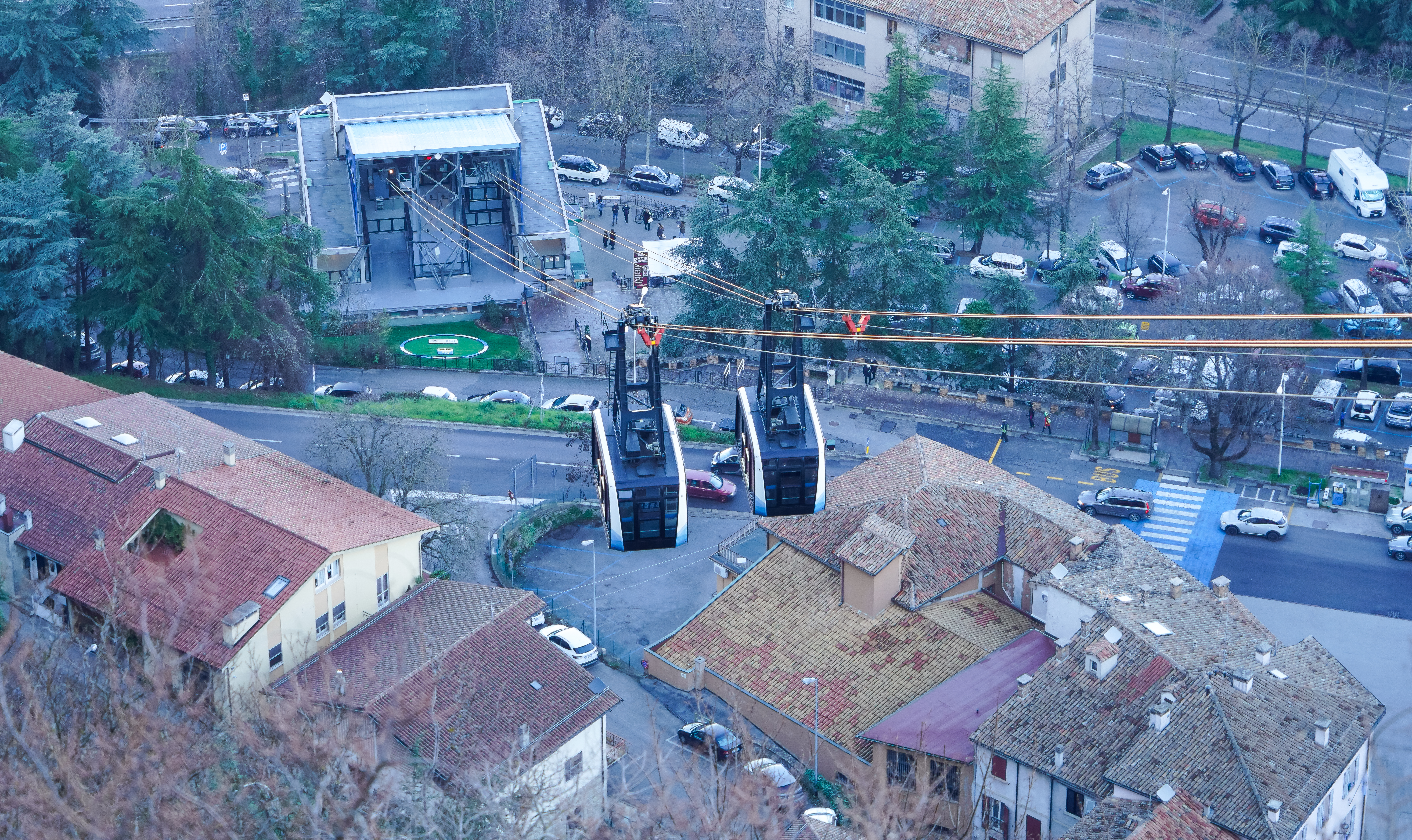
A San Marino és Borgo Maggiore között közlekedő drótkötélpálya